# 球面像差
球面像差（spherical aberration，SA）又称球差，属于光学系统中的一种像差，其产生是从主光轴上的一个物点发出的光束，经光学系统后不相交于一点，而是在理想像平面上形成一个弥散的状如圆像光斑，近轴光线交于较远处，而边缘光线交于较近处；与彗差的产生是因轴外物点发出的宽光束有别。
球面像差一般發生在經過透鏡折射或面鏡反射的光線，接近中心與靠近邊緣的光線不能將影像聚集在一個點上。這在望遠鏡和其他的光學儀器上都是一個缺點。這是因為透镜和面鏡必须满足所需的形狀，否则不能聚焦在一個點上造成的。
由于球面透镜的表面曲率恒定，其边缘区域的折射能力更强，因此球差是球面透镜的固有特性。在高精度光学系统（如相机镜头、显微镜）中，使用非球面透镜或组合透镜可以校正球差。
球面像差與鏡面直徑的四次方成正比，與焦長的三次方成反比，所以他在低焦比的鏡子，也就是所謂的「快鏡」上就比較明顯。
對使用球面鏡的小望遠鏡，當焦比低於f/10時，來自遠處的點光源（例如恆星）就不能聚集在一個點上。特別是來自鏡面邊緣的光線比來自鏡面中心的光線更不易聚焦，這造成影像因為球面像差的存在而不能很清晰的成象。所以焦比低於f/10的望遠鏡通常都使用非球面鏡或加上修正鏡。

球面像差。一個理想的鏡面(頂端)，能經所有入射的光線匯聚在光軸上的一個點，但一個真實的鏡面(底端)會有球面像差：靠近光軸的光線會比離光軸較遠的光線較為緊密的匯聚在一個點上，因此光線不能匯聚在一個理想的焦點上(圖較為誇張)
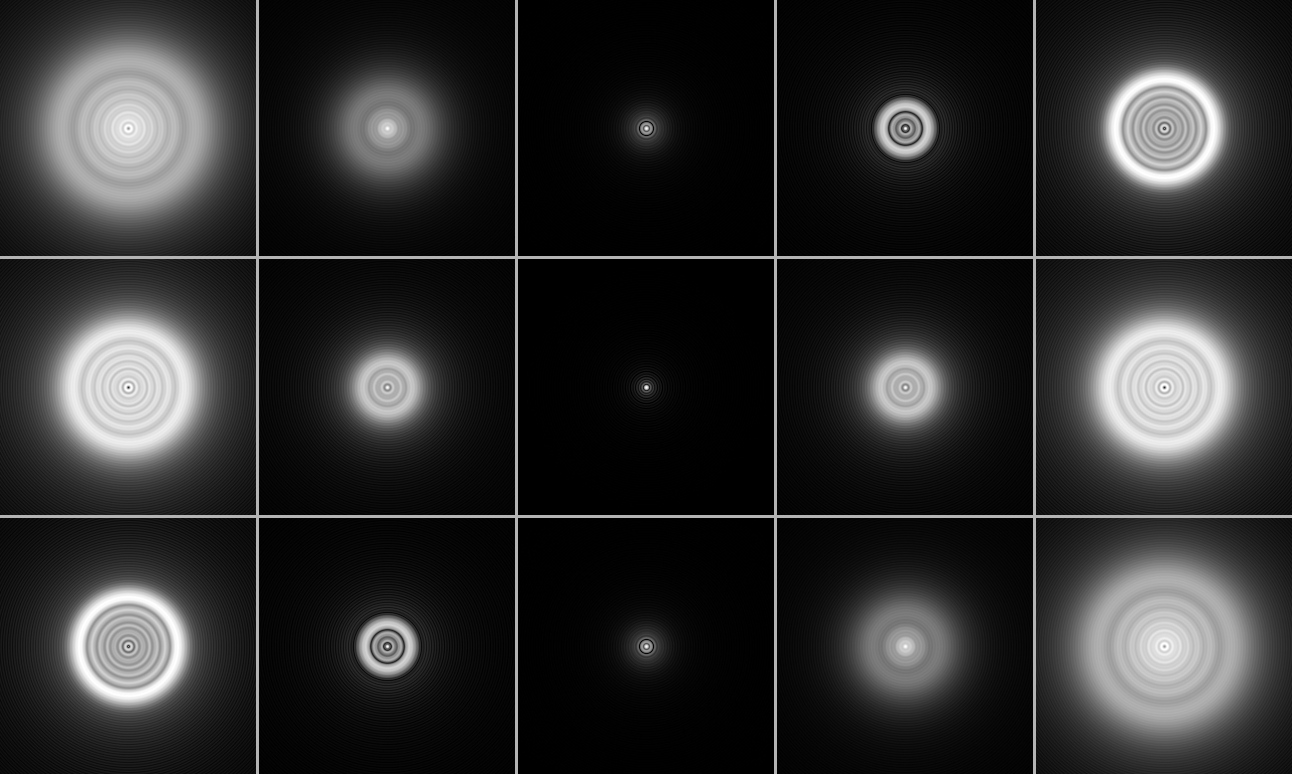
一個 點光源 在負球面像差(上) 、無球面像差(中)、和正球面像差(下)的系統中的成像情形。左面的影像是在焦點內成像，右邊是在焦點外的成像
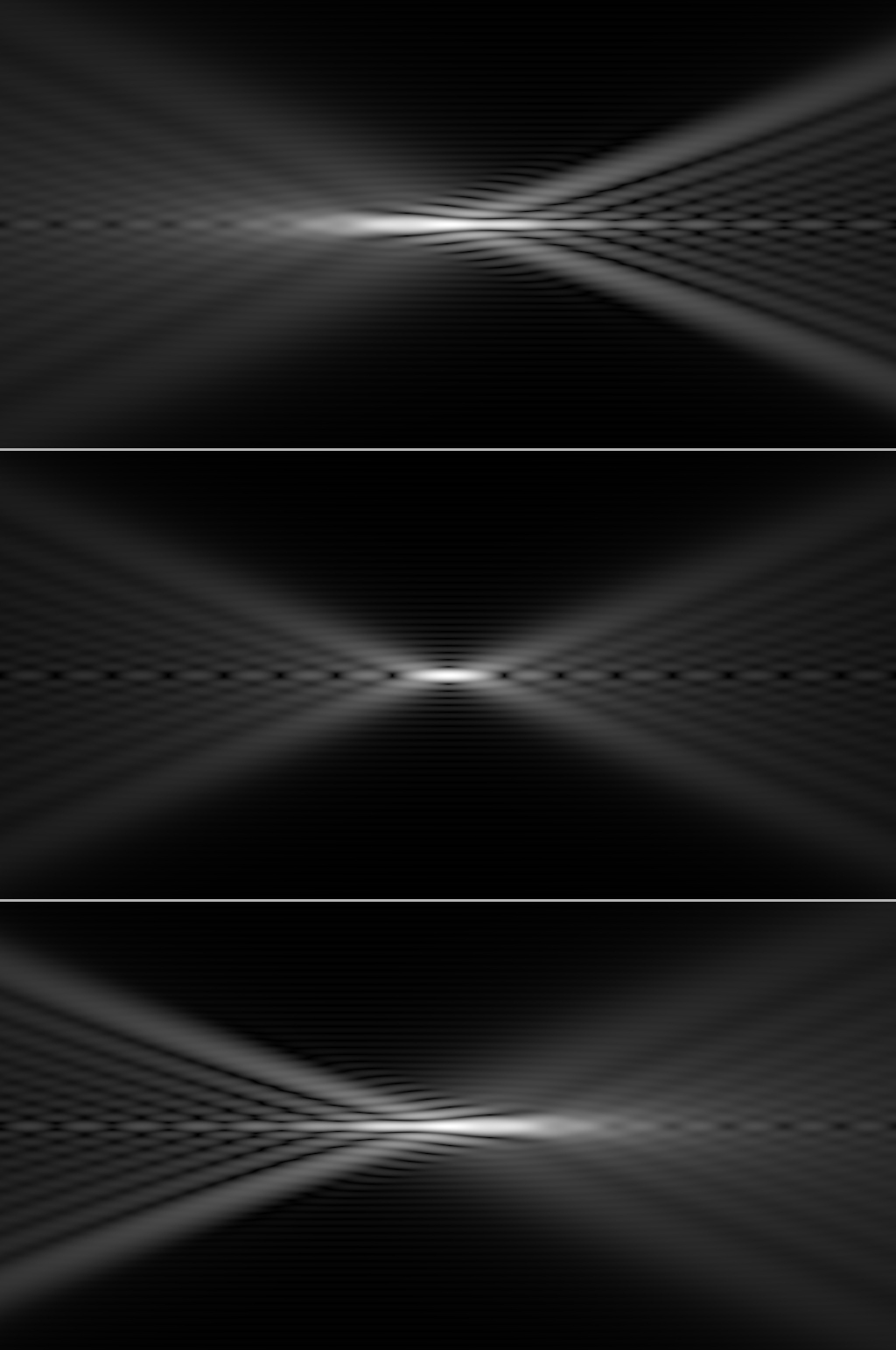
平行光束通過透鏡後聚焦像的縱切面，上：負球面像差，中：無球面像差，下：正球面像差。鏡子位於圖的左側
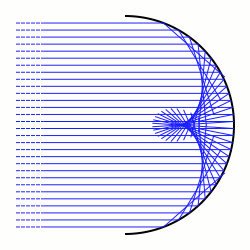
來自球面鏡的球面像差

## 球面像差公式
单球面
一个球面，PA 为由球面顶点到非近轴光线入射点距离，球面左右介质的折射率分别为n，n'；非近轴入射角，折射角分别为J，J'；非近轴入射线和折射线与光轴的夹角分别为U，U'；近轴光线的入射角为i；这个球面对球面像差的贡献为
球面像差={\displaystyle {\frac {-2*PA*sin(-(1/2)*J'+(1/2)*J)*sin((1/2)*J'-(1/2)*U)*n*i}{(n'*u'*sin(U))}}}
在四种情况下，球面像差为零：
1. PA=0：物体和像与球面顶点重合；
2. I'=I：物体和物象在球面的曲率中心；
3. i=0；
4. I=U'或I'=U：在这种情形下的球面成为消球差曲面。

消球差球面
根据球面折射的基本方程可以导出：
{\displaystyle L={\frac {r*(n+n')}{n}}}
{\displaystyle L'={\frac {r*(n+n')}{n'}}}
对于消球差曲面，凡是射向同一点B入射光，其折射线与光轴相交于一个共同点B'。
{\displaystyle BC=L-r=r*{\frac {n}{n'}}}
{\displaystyle BC=L'-r=r*{\frac {n'}{n}}}
例如，n=1，n'=1.5。
{\displaystyle L=2.5*r}
{\displaystyle L'=1.6667*r}
消球差曲面多用于高倍率显微镜的物镜。一个消球差薄透镜由一个消球差球面和一个平面镜组成，对于平行光。消球差薄透镜等同一块平板玻璃，对于聚合光束，消球差薄透镜增加光束的聚合度，对于发散光束，消球差薄透镜增加光束的发散度。
同轴球面系
对于一个由多个球面组成镜头，球面像差由以下公式给出：

LA'=trans+newsp
其中 
trans={\displaystyle {\frac {LA*n[1]*n'[1]*sin(U[1])}{(n'[k]*u'[k]*sin(U'[k]))}}}
newsp= {\displaystyle \sum _{k=1}^{k}({\frac {-2*PA*sin(-(1/2)*J'+(1/2)*J)*sin((1/2)*J'-(1/2)*U)*n*i}{(n'[k]*u'[k]*sin(U[k]))}}}

## 球面像差展开式
球面像差可表示为
LA'={\displaystyle a*Y^{2}+b*Y^{4}+c*Y^{6}+}………………。其中Y是入射光线的在球面入射点到光轴的距离。

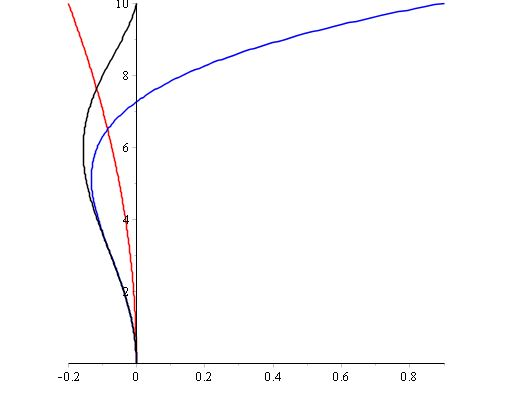
球面像差
红线代表二次项，蓝线代表二次和四次项之和，黑线为二、四、六次项之和

## 薄透镜组的球面像差
亚历山大·尤金·康拉迪推导出薄透镜组的球面像差公式如下:
SC={\displaystyle {\frac {y^{4}}{n_{0}'*u_{0}^{2}}}*\sum (G_{1}*c^{3}-G_{2}*c^{2}*c_{1}+G_{3}*c^{2}*v_{1}+G_{4}*c*c_{1}*v_{1}+G_{6}*c*v_{1}^{2})}。
其中“0”代表最后的结果，Σ代表对各镜片之和
{\displaystyle c={\frac {1}{f*(n-1)}}}

{\displaystyle c={\frac {1}{r_{1}}}}

{\displaystyle G_{1}={\frac {n^{2}*(n-1)}{2}}}

{\displaystyle G_{2}={\frac {1}{2}}*(2*n+1)(n-1)}

{\displaystyle G_{3}={\frac {1}{2}}*(3n+1)(n-1)}

{\displaystyle G_{4}={\frac {1}{2*n}}*(n+2)(n-1)}

{\displaystyle G_{5}{\frac {1}{2*n}}*(n^{2}-1)}

{\displaystyle G_{6}={\frac {1}{2*n}}*(3*n+2)}

## 薄透镜的球面像差
对于单薄镜片，上式可简化为。
单镜片的球面像差=LA'={\displaystyle -y^{2}*l'^{2}*(\sum (G_{1}*c^{3}-G_{2}*c^{2}*c_{1}+G_{3}*c^{2}*v_{1}+G_{4}*c*c_{1}*v_{1}+G_{6}*c*v_{1}^{2})}
令上式对c_1的导数为零，可求得单镜片具有最小球面像差的条件:
{\displaystyle {\frac {dLA'}{dc_{1}}}}={\displaystyle -y^{2}*l'^{2}*(-G_{2}*c^{2}+2*G_{4}*c*c_{1}-G_{5}*c*v_{1})=0}
即  {\displaystyle c_{1}={\frac {G_{2}c+G_{5}v_{1}}{2G_{4}}}}={\displaystyle {\frac {0.5*n*(2*n+1)*c+2*(n+1)*v_{1}}{n+2}}}.
当物距为无穷远时，v_1=0;
于是
{\displaystyle {\frac {c_{2}}{c_{1}}}={\frac {r_{1}}{r_{2}}}={\frac {2n-n-4}{n*(2n+1)}}}。